# Dianthus siculus
Dianthus siculus là loài thực vật có hoa thuộc họ Cẩm chướng. Loài này được C.Presl mô tả khoa học đầu tiên năm 1822.